# Milà-Sanremo 1934
La Milà-Sanremo 1934 fou la 27a edició de la Milà-Sanremo. La cursa es disputà el 26 de març de 1934. El vencedor final va ser el belga Joseph Demuysere.
187 ciclistes hi van prendre part i 124 la van acabar.

## Classificació final
|    | Ciclista           | Equip   | Temps      |
| -- | ------------------ | ------- | ---------- |
| 1  | Joseph Demuysere   | -       | 7h 49' 30" |
| 2  | Giovanni Cazzulani | -       | + 1' 40"   |
| 3  | Francesco Camusso  | -       | + 3' 00"   |
| 4  | Aldo Canazza       | -       | + 3' 30"   |
| 5  | Giuseppe Graglia   | -       | m. t.      |
| 6  | Giuseppe Cassin    | -       | m. t.      |
| 7  | Bernardo Rogora    | -       | m. t.      |
| 8  | Michele Mara       | Bianchi | m. t.      |
| 9  | Carlo Romanatti    | -       | m. t.      |
| 10 | Félicien Vervaecke | -       | m. t.      |